# Leopoldo de Schleswig-Holstein-Sonderburg-Wiesenburg
Leopoldo de Schleswig-Holstein-Sonderburg-Wiesenburg (nacido el 7 de octubre de 1674 en Brzeg , murió el 4 de marzo de 1744 en Viena ), hijo de Federico de Schleswig-Holstein-Sonderburg-Wiesenburg y Carolina de Legnica-Brieg, la última representante de la dinastía Piast .

## Biografía
La familia principesca de Schleswig-Holstein-Sonderburg-Wiesenburg era la línea más joven de la dinastía Oldenburgo . Su asiento ancestral era el castillo de Wiesenburg, del cual adoptaron el nombre. El padre de Leopoldo, coronel de coraceros en el ejército imperial, no poseía tierras soberanas, solo tenía derechos hereditarios sobre el Principado de Schleswig y Holstein .Cuando en agosto de 1680 hubo una separación matrimonial completa entre Federico y Carolina, el cuidado del menor Leopoldo fue otorgado a Federico .
En 1725, después de la muerte de Federico (fallecido el 7 de octubre de 1724), Leopoldo vendió el ancestral castillo de Wiesenburg al rey polaco Augusto II el fuerte , y con su familia se mudó a Viena, donde en la corte del emperador Carlos VI  de Habsburgo sirvió como consejero secreto. Murió en Viena y fue enterrado en la catedral de St. Stephen . El 6 de mayo de 1744, menos de dos meses después de la muerte de Leopold, su esposa María Isabel falleció.

## Familia
El 28 de febrero de 1713, Leopoldo se casó con Maria Elżbieta von Liechtenstein (1683–1744), viuda de Maximiliano II de Liechtenstein (1641–1709), que provenía de la familia aristocrática de Dietrichstein, conocida nobleza austríaca. Cinco hijas se casaron:
- Teresa Maria Anna (1713-1745)
- Maria Eleonora Katarzyna (1715-1760)
- Maria Gabriela Felicitas (1716-1798)
- Maria Karolina Antonina (1718–1765)
- Maria Antonina Jadwiga (1721–1735) [3]

Leopold fue el último representante masculino de la línea principesca de Schleswig-Holstein-Sonderburg-Wiesenburg.
- Datos: Q25420257
- Multimedia: Leopold von Schleswig-Holstein-Sonderburg-Wiesenburg / Q25420257